# عمر مورينو
عمر مورينو (بالإنجليزية: Omar Moreno)‏ هو لاعب كرة قاعدة أمريكي، ولد في 24 أكتوبر 1952 في بويرتو أرمويلس ‏ في بنما.

## وصلات خارجية
- عمر مورينو على موقعبيزبول رفرنس.كوم (الدوري الرئيسي) (الإنجليزية)
- عمر مورينو على موقعبيزبول رفرنس.كوم (الدوري الثانوي) (الإنجليزية)